# Tour de France 2013/2. Etappe
Die 2. Etappe der Tour de France 2013 fand am 30. Juni 2013 statt. Sie verlief vollständig auf Korsika und führte von Bastia über 156 km nach Ajaccio. Im Verlauf der Etappe gab es eine Bergwertung der zweiten Kategorie, 3 der dritten Kategorie sowie eine Sprintwertung. Damit zählte die zweite Etappe als Mittelgebirgsetappe. Alle 198 Fahrer gingen an den Start.

## Rennverlauf
Kurze Zeit nach dem Start setzten sich die vier Fahrer David Veilleux, Blel Kadri, Rubén Pérez und Lars Boom vom Hauptfeld ab. Ihr Vorsprung wuchs bis kurz vor dem Zwischensprint auf etwas über drei Minuten an. Die Wertung gewann Boom vor Veilleux, Kadri und Pérez, Sprintsieger des Hauptfeldes wurde André Greipel. Zu Beginn des Anstieges zum Col de Bellagranajo mit einer Bergwertung der dritten Kategorie lag die Spitzengruppe zwei Minuten vor dem Feld. Erster auf dem Gipfel wurde Lars Boom, dahinter Rubén Pérez. In der folgenden Abfahrt kommt das Peloton bis auf unter eine Minute an die Ausreißer heran.
Am zweiten Anstieg zum Col de la Serra zerfiel die Spitzengruppe, Kadri gewann die Bergwertung vor Veilleux, Boom und Pérez fielen zurück. Aus dem Feld heraus attackierte Thomas Voeckler, der die beiden noch am Anstieg überholte. Gleichzeitig musste mit Marcel Kittel der Träger des Gelben Trikots abreißen lassen und fiel zurück. Kadri war inzwischen allein an der Spitze und hielt den Abstand zum Feld bei 30 Sekunden. Am Col de Vizzavona (2. Kategorie) hatte er einen Defekt und musste dann Pierre Rolland vorbeiziehen lassen, der sich aus dem Hauptfeld gelöst hatte und die dritte Bergwertung des Tages vor Kadri gewann.
Etwa 50 Kilometer vor dem Ziel wurde Rolland wieder vom Peloton eingeholt. Inzwischen hatte Marcel Kittel über fünf Minuten Rückstand und keine Chance mehr, sein gelbes Trikot zu verteidigen. Die letzte Bergwertung der Etappe wurde am Côte du Salario ausgetragen und von Cyril Gautier gewonnen, der sich am Berg abgesetzt hatte. Etwa 200 Meter vor dem Gipfel attackierte der Tourfavorit Chris Froome, wurde aber wie Gautier wieder eingeholt. Sieben Kilometer vor dem Ziel griff Sylvain Chavanel an; es bildete sich eine sechsköpfige Ausreißergruppe. Etwa einen Kilometer vor dem Ziel setzte sich Jan Bakelants von der Gruppe ab. Er gewann die Etappe und konnte als einziger eine Sekunde Vorsprung auf das Hauptfeld ins Ziel retten, womit er neuer Gesamtführender der Tour de France 2013 wurde.
In den anderen Wertungen übernahm Rolland das Gepunktete Trikot. Michał Kwiatkowski lag im Nachwuchsfahrerklassement vorn, Marcel Kittel behielt das Grüne Trikot der Punktewertung.

## Bergwertungen
| Col de Bellagranajo Kategorie 3 nach 70 km auf 723 m 6,6 km bei 4,6 % |             |                   |        |
| 1.                                                                    | Niederlande | Lars Boom (BEL)   | 2 Pkt. |
| 2.                                                                    | Spanien     | Rubén Pérez (EUS) | 1 Pkt. |

| Col de la Serra Kategorie 3 nach 85 km auf 807 m 5,2 km bei 6,9 % |            |                      |        |
| 1.                                                                | Frankreich | Blel Kadri (ALM)     | 2 Pkt. |
| 2.                                                                | Kanada     | David Veilleux (EUC) | 1 Pkt. |

| Col de Vizzavona Kategorie 2 nach 95,5 km auf 1163 m 4,6 km bei 6,5 % |            |                        |        |
| 1.                                                                    | Frankreich | Pierre Rolland (EUC)   | 5 Pkt. |
| 2.                                                                    | Frankreich | Blel Kadri (ALM)       | 3 Pkt. |
| 3.                                                                    | Frankreich | Brice Feillu (SOJ)     | 2 Pkt. |
| 4.                                                                    | Belarus    | Wassil Kiryjenka (SKY) | 1 Pkt. |

| Côte du Salario Kategorie 3 nach 144 km auf 98 m 1,0 km bei 8,9 % |                        |                          |        |
| 1.                                                                | Frankreich             | Cyril Gautier (EUC)      | 2 Pkt. |
| 2.                                                                | Vereinigtes Konigreich | Christopher Froome (SKY) | 1 Pkt. |

## Punktewertungen
| Zwischensprint in Castello-di-Rostino nach 33 km auf 162 m |                        |                          |         |
| 1.                                                         | Niederlande            | Lars Boom (BEL)          | 20 Pkt. |
| 2.                                                         | Kanada                 | David Veilleux (EUC)     | 17 Pkt. |
| 3.                                                         | Frankreich             | Blel Kadri (ALM)         | 15 Pkt. |
| 4.                                                         | Spanien                | Rubén Pérez (EUS)        | 13 Pkt. |
| 5.                                                         | Deutschland            | André Greipel (LTB)      | 11 Pkt. |
| 6.                                                         | Slowakei               | Peter Sagan (CAN)        | 10 Pkt. |
| 7.                                                         | Niederlande            | Danny van Poppel (VCD)   | 9 Pkt.  |
| 8.                                                         | Vereinigtes Konigreich | Mark Cavendish (OPQ)     | 8 Pkt.  |
| 9.                                                         | Australien             | Matthew Goss (OGE)       | 7 Pkt.  |
| 10.                                                        | Norwegen               | Alexander Kristoff (KAT) | 6 Pkt.  |
| 11.                                                        | Belgien                | Gert Steegmans (OPQ)     | 5 Pkt.  |
| 12.                                                        | Niederlande            | Tom Veelers (ARG)        | 4 Pkt.  |
| 13.                                                        | Frankreich             | Nacer Bouhanni (FDJ)     | 3 Pkt.  |
| 14.                                                        | Deutschland            | Marcel Kittel (ARG)      | 2 Pkt.  |
| 15.                                                        | Frankreich             | Sylvain Chavanel (OPQ)   | 1 Pkt.  |

| Zielsprint in Ajaccio nach 156 km auf 1 m |                        |                            |         |
| 1.                                        | Belgien                | Jan Bakelants (RLT)        | 30 Pkt. |
| 2.                                        | Slowakei               | Peter Sagan (CAN)          | 25 Pkt. |
| 3.                                        | Polen                  | Michał Kwiatkowski (OPQ)   | 22 Pkt. |
| 4.                                        | Italien                | Davide Cimolai (LAM)       | 19 Pkt. |
| 5.                                        | Norwegen               | Edvald Boasson Hagen (SKY) | 17 Pkt. |
| 6.                                        | Frankreich             | Julien Simon (SOJ)         | 15 Pkt. |
| 7.                                        | Italien                | Francesco Gavazzi (AST)    | 13 Pkt. |
| 8.                                        | Sudafrika              | Daryl Impey (OGE)          | 11 Pkt. |
| 9.                                        | Italien                | Daniele Bennati (TST)      | 9 Pkt.  |
| 10.                                       | Usbekistan             | Sergey Lagutin (VCD)       | 7 Pkt.  |
| 11.                                       | Italien                | Elia Favilli (LAM)         | 6 Pkt.  |
| 12.                                       | Japan                  | Yukiya Arashiro (EUC)      | 5 Pkt.  |
| 13.                                       | Vereinigtes Konigreich | David Millar (GRS)         | 4 Pkt.  |
| 14.                                       | Niederlande            | Bram Tankink (BEL)         | 3 Pkt.  |
| 15.                                       | Frankreich             | Christophe Riblon (ALM)    | 2 Pkt.  |